# Ettore Perazzoli
Ettore Perazzoli (Milano, 15 giugno 1974 – 10 dicembre 2003) è stato un informatico italiano.

## Biografia
Nato a Milano, ha studiato ingegneria al Politecnico di Milano.
Prima di dedicarsi al software libero, è stato il chitarrista dei Nerofumo.
Ha contribuito a scrivere il port x64, un emulatore per Unix del Commodore 64, per MS-DOS facendolo diventare un emulatore multipiattaforma, in seguito rinominato VICE. È stato maintainer di VICE per molti anni, lavorando anche sul port per Microsoft Windows, che è la più diffusa versione di VICE.
Iniziò poi a collaborare a GNOME, un ambiente desktop per Linux. Ha contribuito alla realizzazione del widget GtkHTML, ai progetti file manager Nautilus e del client di posta Novell Evolution. Amico stretto di Nat Friedman e Miguel de Icaza, fu invitato a lavorare nella società da loro fondata, Ximian. Accettò nel 2001 e si trasferì negli Stati Uniti, a Boston, sede del quartier generale della Ximian.
Alla Ximian focalizzò i suoi sforzi sulla creazione di Novell Evolution, di cui rimase capo-progetto fino alla sua scomparsa.
Iniziò a scrivere una applicazione per la gestione di album di foto digitali, in C#, inizialmente per solo scopo personale. L'8 novembre 2003 la rese pubblica sul server CVS di GNOME, col nome di F-Spot.
Il 12 dicembre 2003 il sito web GnomeDesktop.org ha dato notizia della sua improvvisa e prematura scomparsa, all'età di soli 29 anni, senza fornire dettagli sulle cause.